# Рефакторинг баз данных
Рефа́кторинг баз да́нных (англ. database refactoring) — это простое изменение в схеме базы данных, которое способствует улучшению её проекта при сохранении функциональной и информационной семантики. Иными словами, следствием рефакторинга базы данных не может быть добавление новых функциональных возможностей или ограничение уже существующих, равно как и добавление новых данных или же изменение смысла существующих.

## Категории
С. Эмблер и П. Садаладж выделяют следующие категории рефакторинга реляционных баз данных:
- Рефакторинг структуры

Изменения в структуре таблиц или представлений.
Методы: введение вычисляемого столбца; введение суррогатного ключа; замена данных типа LOB таблицей; замена связи "один ко многим" ассоциативной таблицей; замена столбца; замена суррогатного ключа естественным ключом; переименование представления; переименование столбца; переименование таблицы; перемещение столбца; разбиение столбца; разбиение таблицы; слияние столбцов; слияние таблиц; удаление представления; удаление столбца; удаление таблицы. 
- Рефакторинг качества данных

Изменения, направленные на улучшение качества хранимой в базе данных информации.
Методы: введение заданного по умолчанию значения; введение общего формата; введение ограничения столбца; добавление поисковой таблицы; замена кодового обозначения типа флажками свойств; осуществление стратегии консолидированных ключей; перемещение данных; преобразование столбца в недопускающий NULL-значения; применение стандартного типа; применение стандартных кодовых обозначений; уничтожение значения, заданного по умолчанию; уничтожение ограничения столбца; уничтожение столбца, не допускающего NULL-значений.
- Рефакторинг ссылочной целостности

Изменения, направленные на поддержание ссылочной целостности в базе данных.
Методы: введение каскадного удаления; введение программного удаления; введение триггера для накопления исторических данных; введение физического удаления; добавление ограничения внешнего ключа; добавление триггера для вычисляемого столбца; уничтожение ограничения внешнего ключа.
- Рефакторинг архитектуры

Изменения, направленные на улучшение взаимодействия внешних программ с базой данных.
Методы: введение вычислительного метода; введение индекса; введение таблицы только для чтения; добавление зеркальной таблицы; добавление метода чтения; добавление методов CRUD; замена метода (методов) представлением; замена представления методом (методами); инкапсуляция таблицы в представление; использование официально заданного источника данных; перенос метода в базу данных; перенос метода из базы данных.
- Рефакторинг методов

Методы рефакторинга кода, применимые к триггерам и хранимым процедурам.
В 2019 году В. Струзик продолжил развитие рефакторинга баз данных, дополнив ранее предложенный перечень категорий рефакторинга баз данных новой:
- Рефакторинг доступа

Изменения в системе управления базой данных, которые связаны с доступом к данным.
Методы: изменения атрибутов аутентификации; сужение привилегий доступа; расширение привилегий доступа; выделение схемы базы данных; слияние схем базы данных.

## Когда проводить рефакторинг
Выделяются некоторые общие недостатки баз данных, наличие которых может сигнализировать о необходимости рефакторинга.
- Многоцелевые столбцы, т.е. столбцы, которые используются для хранения разнородных данных
- Многоцелевые таблицы, т.е. таблицы, в которых хранится информация о разных типах сущностей
- Избыточные данные
- Таблицы со слишком большим количеством столбцов
- Таблицы со слишком большим количеством строк
- Многозначные столбцы, т.е. столбцы, внутри которых в различных позициях представлено несколько разных фрагментов информации
- Боязнь вносить изменения в схему базы данных из-за возможных нарушений в работе приложений

## Переходный период
Переходный период при рефакторинге - это период времени, в течение которого осуществляется поддержка как первоначальной версии схемы базы данных, так и версии новой. Его введение необходимо для того, чтобы предоставить разработчикам время для внесения необходимых изменений в приложения, работающие с базой данных.

## Пример
Как пример рефакторинга базы данных можно привести операцию переименования столбца в существующей таблице.
Таблица Employee, хранящая данные о сотрудниках фирмы, содержит столбец zarplata, который было решено переименовать в salary, чтобы обеспечить единообразное именование объектов в базе данных, т.е. в качестве имён использовать исключительно английские слова. Для этого необходимо сделать следующее: добавить в таблицу столбец salary и скопировать в него данные из столбца zarplata, ввести триггер, который будет синхронизировать данные между двумя столбцами в течение переходного периода, а по прошествии данного периода удалить триггер и первоначальный столбец.